# 雷波大叶筇竹
雷波大叶筇竹（学名：Qiongzhuea macrophylla f. leiboensis）为禾本科筇竹属大叶筇竹下的一个变型，为中国的特有植物。分布在中国大陆的四川：雷波等地，生长于海拔1,400米的地区，常生长在阔叶林区，目前尚未由人工引种栽培。

## 扩展阅读
- 維基物種上的相關：雷波大叶筇竹